# Tổng giáo phận Tanger
Tổng giáo phận Tanger (tiếng Pháp: Archidiocèse de Tanger; tiếng Latinh: Archidioecesis Tingitanus) là một tổng giáo phận của Giáo hội Công giáo Rôma ở Maroc. Tổng giáo phận chịu sự quản lí trực tiếp của Tòa Thánh, với tòa giám mục đặt tại Tangier.

## Lịch sử
- 1469: Giáo phận Maroc được thành lập, tách ra từ Giáo phận Ceuta ở Bồ Đào Nha.
- 1570: Sáp nhập lại vào Giáo phận Ceuta
- 28/11/1630: Tái thành lập dưới tên Hạt Phủ doãn Tông tòa Maroc. Hạt Phủ doãn Tông tòa có thể đã tan rã năm 1649.
- 14/4/1908: Nâng cấp thành Hạt Đại diện Tông tòa Maroc
- 14/11/1956: Nâng cấp thành Tổng giáo phận Tanger

## Lãnh đạo

### Thời kì trước Hạt Đại diện Tông tòa
1. Nuno Álvares de Aguiar, O.S.B. ( 1469 – 15/7/1491 )
2. Diogo Ortiz de Villegas (1491 – 3/5/1500)
3. João Lobo (4/5/1500 – 1508)
4. Nicolau Pedro Mendes (4/3/1523 – 1542)
5. Gonçalo Pinheiro (23/11/1542 – 27/6/1552)
6. Francisco Quaresma, O.F.M. (15/12/1557 – 1585)
7. Diogo Correia de Sousa (15/7/1585 – 16/2/1598)
8. Heitor de Valadares (11/3/1598 – 1600)
9. Gerónimo de Gouveia, O.F.M. (24/1/1601 – 1602 )
10. Agostinho Ribeiro (27/8/1603 – 29/7/1613)
11. António de Aguiar (21/10/1613 – 1632)
12. Gonçalo da Silva (6/9/1632 – 16/2/1649)

### Đại diện Tông tòa Maroc
1. Francisco María Cervera y Cervera, O.F.M. (8/4/1908 – 26/3/1926)
2. José María Betanzos y Hormaechevarría, O.F.M. (17/7/1926 – 27/12/1948)
3. Francisco Aldegunde Dorrego, O.F.M. (27/12/1948 – 14/11/1956)

### Tổng giám mục Tanger
1. Francisco Aldegunde Dorrego, O.F.M. (14/11/1956 – 17/12/1973 )
2. Carlos Amigo Vallejo, O.F.M. (17/12/1973 – 22/51982 ), sau trở thành Tổng giám mục Sevilla {Seville}, Tây Ban Nha (Thăng Hồng y năm 2003)
3. José Antonio Peteiro Freire, O.F.M. (2/7/1983 – 23/3/2005)
4. Santiago Agrelo Martínez, O.F.M. (11/4/2007 – 24/5/2019)
5. Emilio Rocha Grande, O.F.M. (7/2/2023 – nay)